# زقاق الوقود (فلم 2022)
زقاق الوقود (بالإنجليزية: Gasoline Alley) هو فيلم أكشن أمريكي لعام 2022، من إخراج إدوارد جون دريك، وبطولة ديفون ساوا، وبروس ويليس، ولوك ويلسن. تم إصداره في الولايات المتحدة في 25 فبراير 2022.

## روابط خارجية
- مقالات تستعمل روابط فنية بلا صلة مع ويكي بيانات